# Susanna Samuelsson
Susanna Samuelsson (8 de junio de 1973) es una deportista finlandesa que compitió en halterofilia. Ganó tres medallas en el Campeonato Europeo de Halterofilia entre los años 1989 y 1991.

## Palmarés internacional
| Campeonato Europeo | Campeonato Europeo              | Campeonato Europeo | Campeonato Europeo |
| Año                | Lugar                           | Medalla            | Categoría          |
| ------------------ | ------------------------------- | ------------------ | ------------------ |
| 1989               | Mánchester (Reino Unido)        | Medalla de plata   | 75 kg              |
| 1990               | Santa Cruz de Tenerife (España) | Medalla de plata   | 75 kg              |
| 1991               | Varna (Bulgaria)                | Medalla de bronce  | 67,5 kg            |